# Bezpieczna Kasa Oszczędności

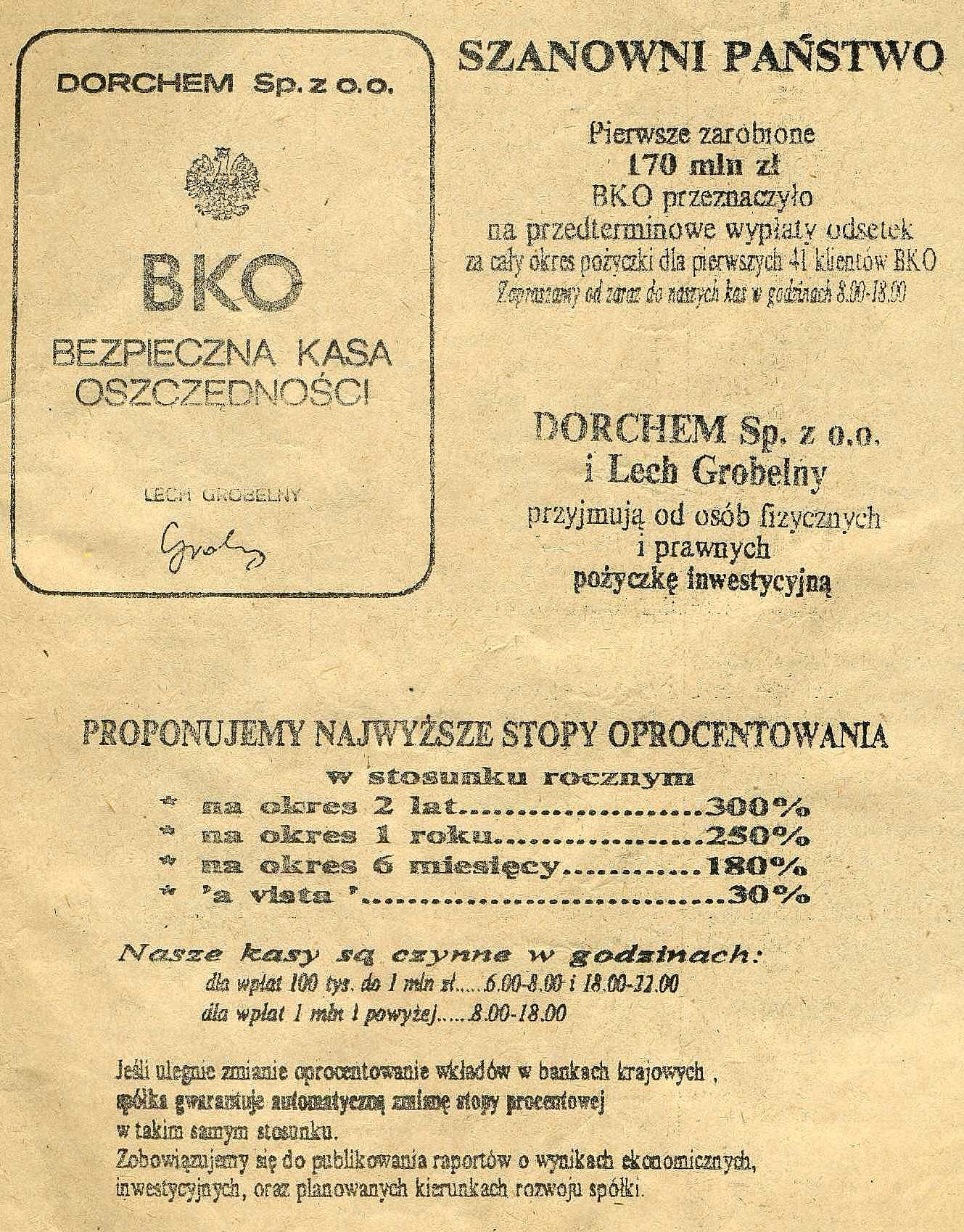
Ogłoszenie BKO w Expressie Wieczornym z 8 grudnia 1989

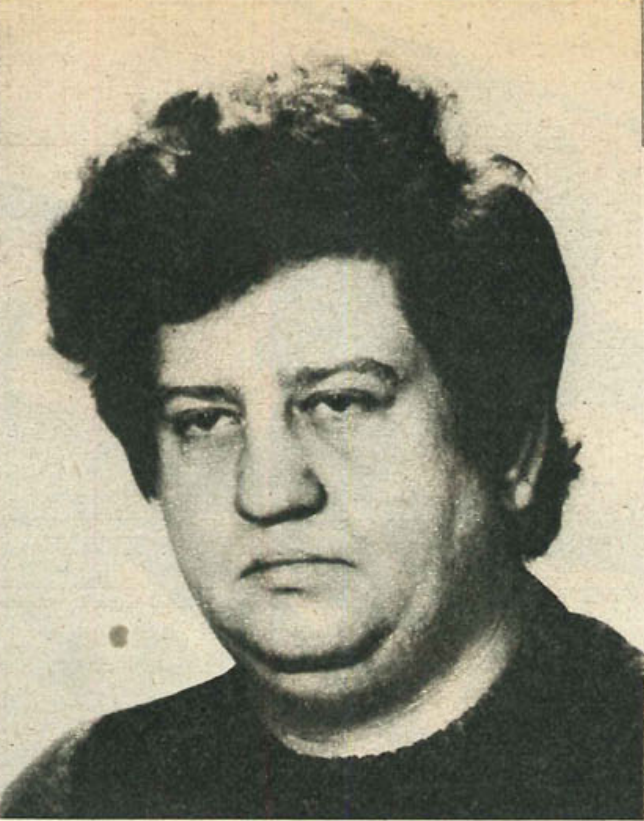
Lech Grobelny – założyciel i szef BKO

Bezpieczna Kasa Oszczędności (BKO) – firma (parabank) oferująca lokaty oszczędnościowe, założona w październiku 1989 przez Lecha Grobelnego.

## Historia
Lech Grobelny, za czasów PRL właściciel studia fotograficznego oraz – prawdopodobnie – nielegalny handlarz walutą (w czasach PRL indywidualny handel obcą walutą był prawnie zabroniony, a trudnili się nim tzw. cinkciarze), w pierwszych miesiącach transformacji ustrojowej założył spółkę Dorchem (był prezesem jednoosobowego zarządu), będącą właścicielem m.in. sieci kantorów.
Jednym z prowadzonych przez niego interesów była Bezpieczna Kasa Oszczędności, instytucja oferująca znacznie wyższe oprocentowanie (sięgające nawet 300% rocznie) lokat złotówkowych niż tradycyjne banki. Miało to być możliwe dzięki wymianie złotówek na dolary. Plan zawiódł, ponieważ po wprowadzeniu z dniem 1 stycznia 1990 r. pełnej wymienialności złotego i sztywnego kursu dolara siła nabywcza tej waluty w warunkach wysokiej inflacji gwałtownie malała. Uważa się, że Kasie oszczędności powierzyło ok. 10 tys. osób (szacowano je przed denominacją na 25–26 mld starych złotych). 6 czerwca 1990 Grobelny wyjechał do Niemiec, a już w lipcu siedzibę firmy zaczęli oblegać klienci żądający zwrotu pieniędzy. Ostatecznie syndyk masy upadłościowej wypłacił łącznie klientom 7 mld zł, co odpowiadało 1/4 tej sumy z jesieni 1989.
Za Grobelnym rozesłano listy gończe. Został ujęty w Niemczech, do Polski przewieziono go w 1992. W 1996 Sąd Wojewódzki w Warszawie skazał go na 12 lat więzienia za zagarnięcie w latach 1989–1990 ponad 8 mld starych zł (przed denominacją – dzisiejsze 800 tys. zł) z kasy Dorchemu. W 1997 Sąd Apelacyjny w Warszawie uchylił wyrok i zwrócił sprawę prokuraturze, a przedsiębiorcę zwolnił z aresztu. W 2002 prokurator umorzył śledztwo z powodu braku dowodów.
Upadek Bezpiecznej Kasy Oszczędności jest uważany za pierwszą dużą aferę finansową III RP.
2 kwietnia 2007 w pawilonie sklepowym na Targówku przy ul. Wysockiego 26 policja znalazła ciało Lecha Grobelnego. Poinformowano, że miał ranę kłutą klatki piersiowej. Według wstępnych ustaleń, Grobelny zmarł pięć dni wcześniej, tj. 28 marca. Prokuratura nie wykluczyła motywu zemsty któregoś z poszkodowanych przy upadku BKO.
Spółka Dorchem nigdy nie została formalnie zlikwidowana i jej wpis w rejestrze handlowym B został przeniesiony do Krajowego Rejestru Sądowego 11 lutego 2005 roku, w którym widnieje pod numerem 228332. Nieżyjący Lech Grobelny pozostaje prezesem jednoosobowego zarządu spółki.
Rosyjskim odpowiednikiem afery Bezpiecznej Kasy Oszczędności był mający miejsce w zbliżonym okresie głośny skandal piramidy finansowej MMM.

## Film
W 1992 powstał film Wielka wsypa w reżyserii Jana Łomnickiego, w którym główne role grali Jan Englert i Krzysztof Wakuliński. W swojej fabule nawiązywał do parabanku założonego przez Lecha Grobelnego.